# Gibb Berufsfachschule Bern
Die gibb Berufsfachschule Bern ist die grösste Berufsschule der Schweiz. Sie bietet sowohl eine berufliche Grundbildung als auch die Berufsmaturität. Ausserdem werden verschiedene Weiterbildungslehrgänge angeboten u. a. an höheren Fachschulen (HF).
An der gibb (ursprünglich Gewerblich-industrielle Berufsschule Bern) arbeiten über 1000 Voll- und Teilzeitangestellte; es werden über 8000 Schüler aller Berufsgattungen unterrichtet.

## Abteilungen
Die gibb besteht aus fünf Abteilungen:
- AVK: Abteilung für Grundbildungen mit Attest, Vorlehren, Kursen
- BAU: Abteilung für Bauberufe
- BMS: Berufsmaturitätsschule
- IET: Abteilung für Informations- und Elektrotechnik
- DMG: Abteilung für Dienstleistung, Mobilität und Gastronomie

Im Sommer 2021 wurden folgende Abteilungen zur neuen Abteilung DMG zusammengelegt:
- MTB: Abteilung für Mechanisch-Technische Berufe
- GDL: Abteilung für Gewerbe-, Dienstleistungs- und Laborberufe

## Gebäude
Die Schule hat in Bern sieben Gebäude, die in der ganzen Stadt verteilt sind.
Das von 1937 bis 1939 erbaute Hauptgebäude der gibb an der Lorrainestrasse 1 steht unter Kulturgüterschutz, KGS-Nr. 00623.

## Medienberichte über die gibb
In einem Beitrag vom 18. November 2015 schrieb die schweizerische Pendelzeitung 20 Minuten, dass die Google-Bewertungen der Berufsschule gibb rasant in die Höhe gestiegen sind (von 1.2 zu 3.8 von fünf möglichen Sternen). Die Beschreibung, mit der die Benutzer die gibb auf Google bewerteten, wurde größtenteils in Russisch verfasst. David Schäfer, Social-Media-Experte und Geschäftsführer bei Somexcloud, bewertet die Kommentare kritisch. Daniel Hurter, ehemaliger stellvertretender Direktor der gibb, distanziert sich vor dem Vorwurf, dass die Google-Bewertungen gekauft sind.

## Sonstiges
Im Jahr 2018 hat die gibb ein neues Ausbildungsmodell in der Ausbildung zum Applikationsentwickler und Systemtechniker eingeführt. Dieses Modell (Fleba genannt) erlaubt die Priorisierung von Ausbildungsinhalten. Ziel war es dabei, dass die Lehrbetriebe Inhalte, die für die betrieblichen Aufgaben eines Lernenden notwendig/essenziell sind, in der Berufsfachschule früher den Lernenden vermitteln lassen können.